# St. Marien (Dielingen)

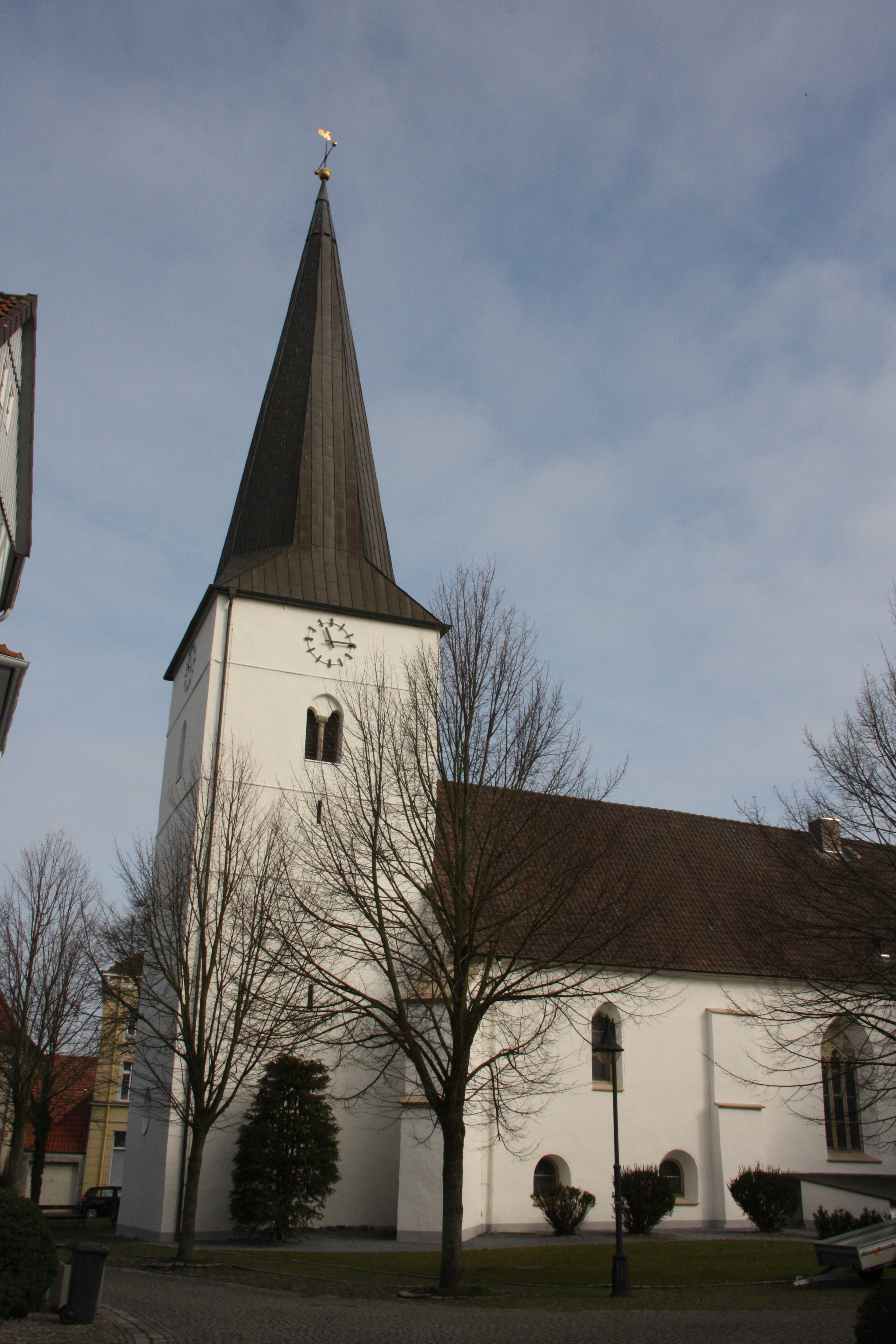
Der Turm von der Südseite

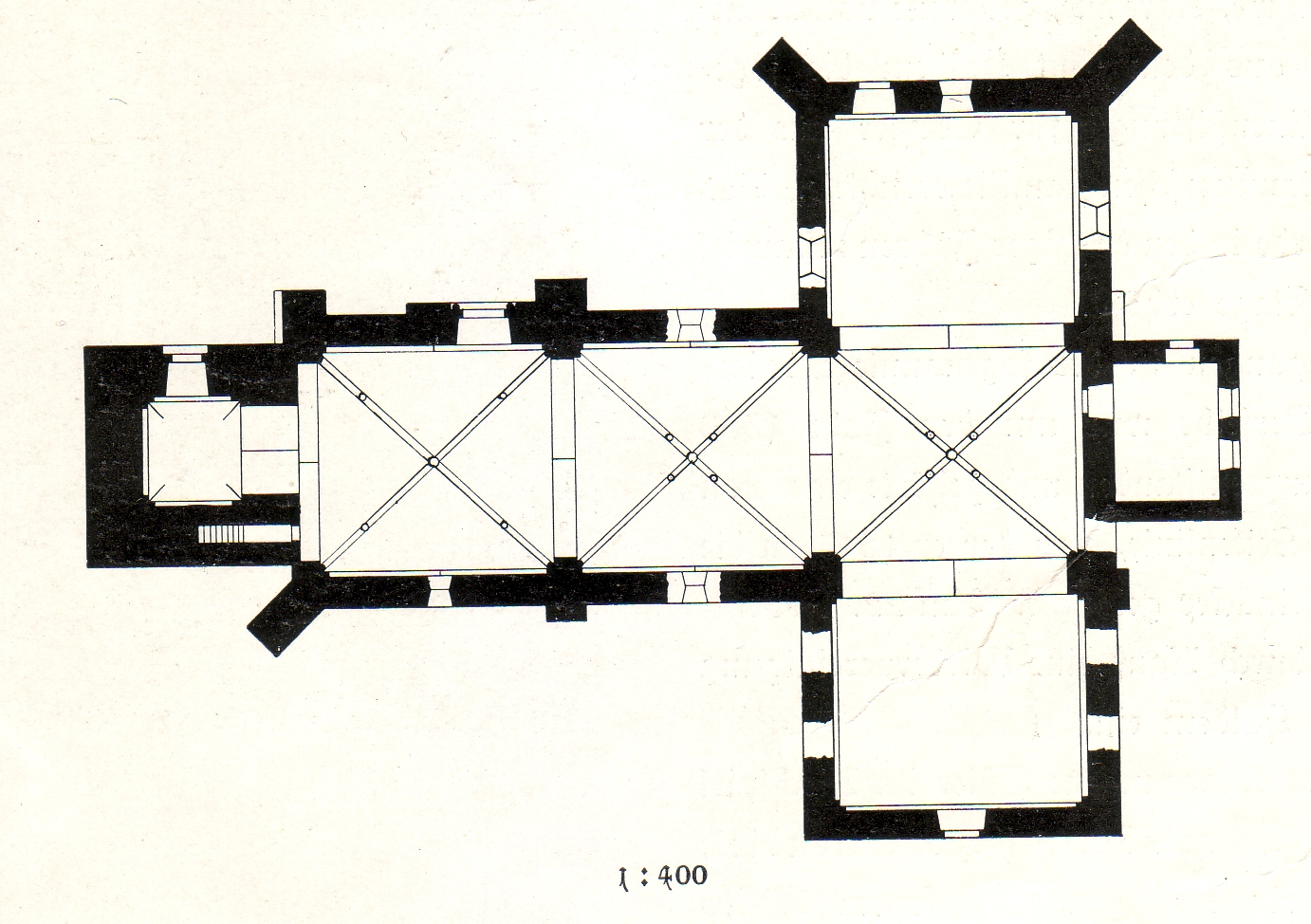
Grundriss der Marienkirche zu Dielingen 1907

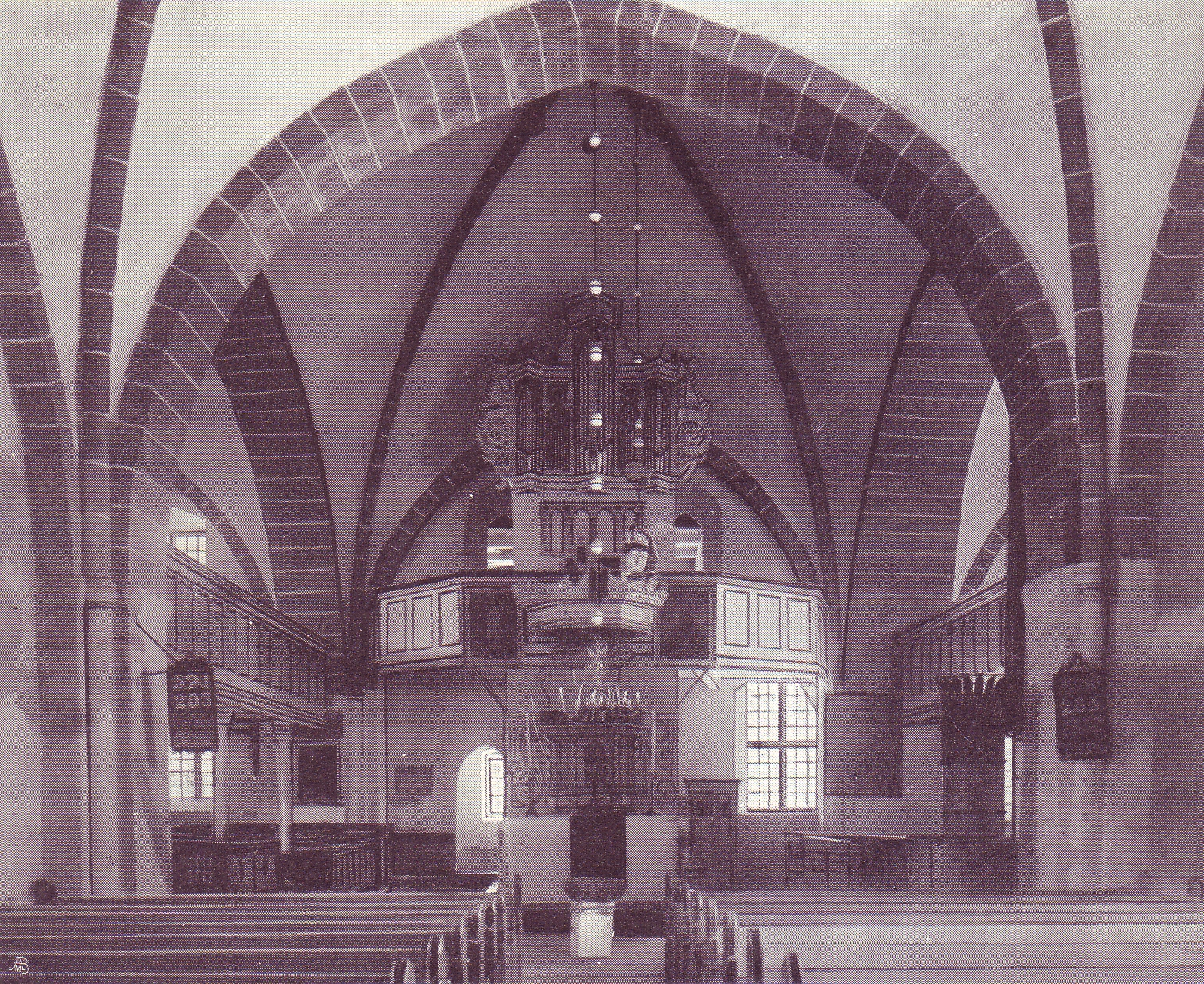
Blick zum Chor 1902

Die Kirche St. Marien in der Stemweder Ortschaft Dielingen ist die Pfarrkirche der evangelisch-lutherischen Kirchengemeinde Dielingen, zu der neben Dielingen die Stemweder Ortschaften Drohne, Haldem und Arrenkamp sowie das niedersächsische Stemshorn gehören. Die Kirchengemeinde ist bundesländerübergreifend, gehört aber zum Kirchenkreis Lübbecke der Evangelischen Kirche von Westfalen.
Das Kirchengebäude geht auf das 13. Jahrhundert zurück und wurde in den folgenden Jahrhunderten mehrmals erweitert und umgebaut.

## Geschichte
Möglicherweise gründete bereits Anfang des 9. Jahrhunderts, infolge der Christianisierung durch die Franken, der erste Mindener Bischof Erkanbert in Dielingen eine Kirche. Bei Untersuchungen in der Zeit um 1900 wurden am Standort der heutigen Kirche Hinweise auf einen Vorgängerbau aus dem 9. Jahrhundert entdeckt. Urkundlich erwähnt wurde eine Kirche in Dielingen allerdings erst 1231.

### Baugeschichte
Über die Baugeschichte der Vorgängerbauten ist nichts bekannt. Die heutige Kirche wurde in der Mitte des 13. Jahrhunderts im spätromanischen Stil zunächst als zweijochige Saalkirche mit rechteckigem Ostchor erbaut. Auch der Turm im Westen stammt aus romanischer Zeit.
Um 1450 wurde der Chor im gotischen Stil querschiffartig nach Norden und Süden erweitert, sodass sich der Grundriss der Kirche in Form eines „T“ darstellte. In der Zeit der Renaissance wurde im Osten eine zweigeschossige Sakristei angebaut, dadurch erscheint der Grundriss heute kreuzförmig.
Die aus dem Mittelalter stammenden Fenster sind spitzbogig, ursprünglich vorhandenes Maßwerk an der Ostseite wurde später herausgebrochen. 1902 wurden weitere Fenster verschiedener Ausgestaltung eingebaut. An der Nordseite des westlichen Jochs befindet sich das rundbogige, romanische Hauptportal. Die Portale an der Nordseite des Turms und an der Nordseite der Chorerweiterung sind hingegen spitzbogig.
Der Turmhelm wurde nach 1703 konstruiert. Zwischen 1958 und 1963 wurde die Kirche restauriert.

## Ausstattung
Die Ausstattung der Kirche ist überwiegend barock aus dem 17. Jahrhundert, so etwa die Orgel (um 1650) und die Kanzel (1680). Aus gotischer Zeit stammen noch das Sakramentshäuschen und ein fünfsitziger, geschnitzter Chorstuhl.

### Orgel
Der Erbauer der historischen Orgel der Marienkirche ist unbekannt, ebenso wie das genaue Jahr der Erbauung. Im Laufe der Zeit wurde das Instrument mehrfach erweitert bzw. umgebaut. Johann Berenhard Klausing erweiterte die Orgel im Jahr 1738, weitere Umbauten erfolgten in den Jahren 1899 und 1904. Im Jahr 1951 wurde durch Paul Ott das Brustwerk hinzugefügt und das Pedalwerk ausgebaut. Das Instrument verfügt über 20 Register auf zwei Manualen und Pedal, von denen noch zehn alte Register erhalten sind. Die Spiel- und Registertrakturen sind mechanisch. Auffallend sind die Prospektpfeifen, die bemalt und verziert sind.
| I Hauptwerk C– |       |
| Prinzipal      | 8′    |
| Quintadena     | 16′   |
| Gedackt        | 8′    |
| Octav          | 4′    |
| Quinte         | 2 ⁄3′ |
| Waldflöte      | 2′    |
| Mixtur III     | 1 ⁄3′ |
| Trompete       | 8′    |

| II Brustwerk C– |       |
| Gedackt         | 8′    |
| Rohrflöte       | 4′    |
| Prinzipal       | 2′    |
| Quinte          | 1 ⁄3′ |
| Octav           | 1′    |
| Zimbel II       | 1⁄2′  |
| Trichterregal   | 8′    |

| Pedal C–        |     |
| Subbass         | 16′ |
| Octav           | 8′  |
| Quintadena      | 4′  |
| Octavkornett II |     |
| Fagott          | 16′ |